# Robert Trent Jones
Robert Trent Jones (Ince (Engeland), 20 juni 1906 - Fort Lauderdale, 14 juni 2000) was een Amerikaanse golfbaanarchitect.

## Levensloop
Jones werd in het Verenigd Koninkrijk geboren, maar zijn ouders emigreerden naar de Verenigde Staten toen hij vijf jaar oud was. Het gezin ging in East Rochester, New York wonen, waar Jones de eerste clubpro werd van de Sodus Bay Heights Golf Club. Hij speelde goed maar zijn gezondheid liet het niet toe veel toernooien te spelen.
Jones studeerde aan de Cornell Universiteit in Ithaca waar hij zijn eigen studiepakket samenstelde om golfbaanarchitect te kunnen worden. De eerste jaren werkte hij samen met Stanley Thompson, vooral in Canada, maar in 1930 begon hij zijn eigen bedrijf. Veel golfbanen in die tijd werden aangelegd om de grote werkloosheid te bestrijden.

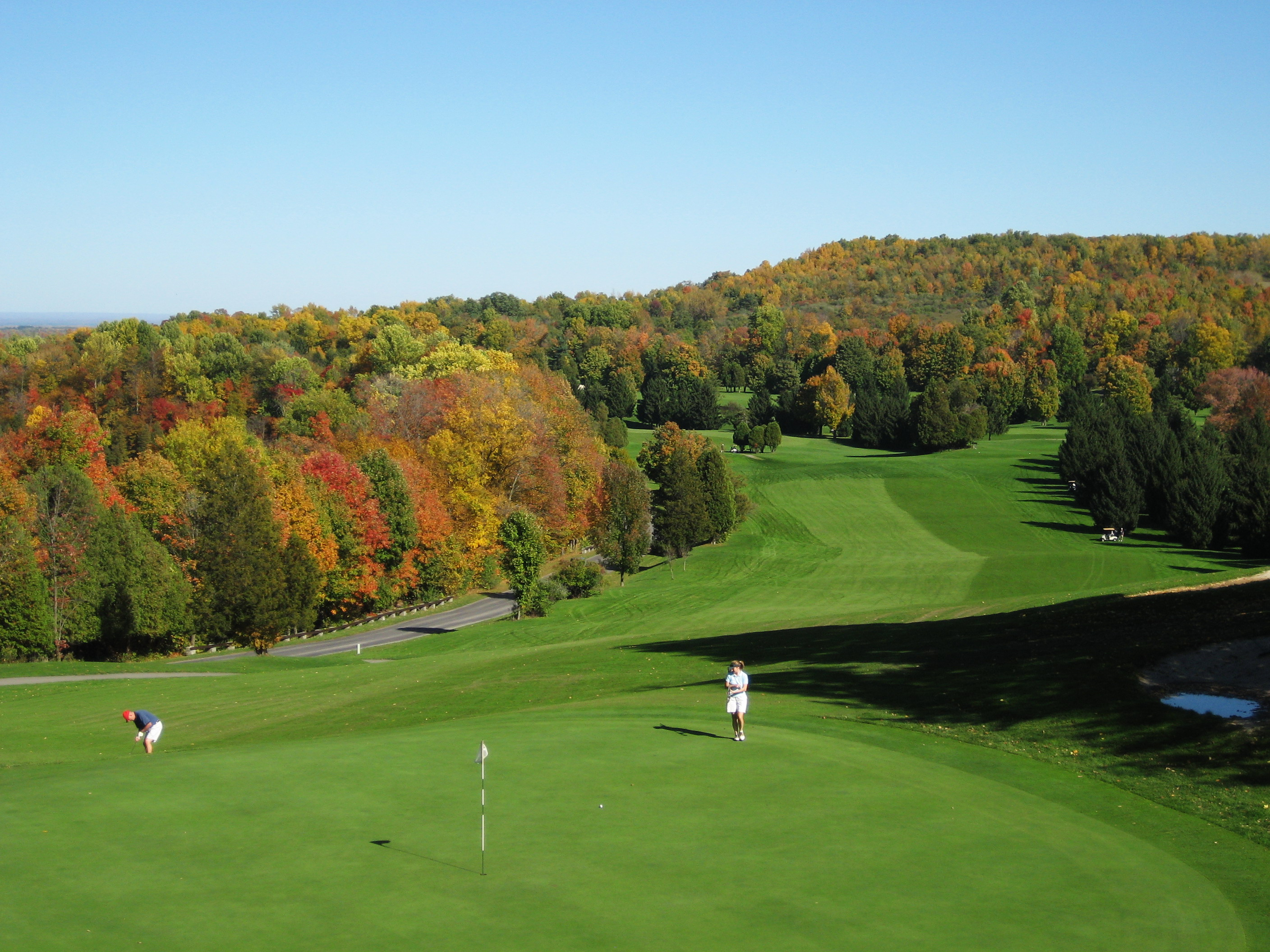
Green Lake State Park, 1936

Na de Tweede Wereldoorlog kreeg hij opdracht om samen met Bobby Jones de Peachtree Golf Club in Atlanta aan te leggen. Om duidelijk te maken dat hij geen familie was van Bobby Jones, begon Robert Jones zijn middelste naam te gebruiken. Voortaan was hij bekend als Robert Trent Jones.
De banen die Jones in latere jaren ontwerpt, hebben een "no risk, no reward" gedachte, ook wel "difficult par, easy bogey" genoemd. Bovendien wilde hij niet alleen uitdagende golfbanen maken, ze moesten ook mooi worden. Jones was de eerste die bunkers een speciale, sierlijke vorm gaf, wat later nagedaan werd door andere architecten.
Jones werkte zo lang mogelijk door, vaak aan enkele banen tegelijk. Hij woonde in Fort Lauderdale in Florida, waar hij net voor zijn 94ste verjaardag overleed. Zijn zonen Rees en Bobby zetten zijn werk voort.

## Onderscheidingen
In 1978 is Robert Trent Jones toegevoegd in de World Golf Hall of Fame.